# Мажена Махалек
Мажена Анна Махалек (пол. Marzena Anna Machałek; нар. 29 серпня 1960, Вроцлав) — польська політикиня, членкиня Сейму Республіки Польща з 5 грудня 2006 року як членкиня партії «Право і справедливість», учителька.

## Біографія
Закінчила у 1992 році Вроцлавський університет за спеціальністю польська філологія. У 1980-х і 1990-х роках працювала вчителькою, а також брала участь у русі «Солідарність». У 1998 році була обрана до ради повіту Кам'яна Ґура, а також була заступником мера. У 2006 році була номінована до Сейму на місце Яна Зубовського, який був обраний мером Глогува.
Після завершення каденції Махалек була переобрана ще на три терміни в окрузі Легниця. Вона отримала 11 109 голосів у 2007 році, 11 812 голосів у 2011 році та 14 608 голосів у 2015 році. У 2014 році вона брала участь у виборах до Європейського парламенту і посіла п'яте місце з десяти кандидатів, програвши Казімєжу Міхалу Уяздовському. Під час свого останнього терміну в Сеймі вона працювала в основному в Комітеті з питань освіти, науки та молоді. У попередніх каденціях вона працювала в Комітеті з питань місцевого самоврядування та регіональної політики.
У 2016 році Махалек почала наполягати на реформі та консолідації освіти, яка включала перехід від трьох рівнів шкільної освіти до двох - початкової школи та середньої школи. На початку 2017 року прийняті реформи призвели до того, що деякі члени Польської профспілки вчителів оголосили страйк на знак протесту проти потенційного скорочення робочих місць. У тому ж місяці, коли почалися страйки, Махалек був призначений заступником міністра національної освіти.